# Lisses
Lisses település Franciaországban, Essonne megyében. Lakosainak száma 7295 fő (2022. január 1.). Lisses Villabé, Bondoufle, Corbeil-Essonnes, Écharcon, Mennecy, Vert-le-Grand és Évry-Courcouronnes községekkel határos.

## Népesség
A település népességének változása:
| Lakosok száma | 7579 | 7586 | 7640 | 7445 | 7350 | 7333 | 7302 | 7292 | 7295 |
|               | 2013 | 2015 | 2016 | 2017 | 2018 | 2019 | 2020 | 2021 | 2022 |